# إيرين مانينغ
إيرين مانينغ هي فيلسوفة كندية، ولدت في 1 فبراير 1969.